# Arturo Sanhueza
Arturo Sanhueza (f. 11 november, 1979) är en chilensk fotbollsmittfältare från den chilenska klubben Deportes Temuco.
Sanhueza började spela fotboll i Fernández Vial år 1999 och redan året efter kom den professionella karriären igång på allvar, då i Everton från Viña del Mar.
Efter bara 15 matcher för Everton flyttade Sanhueza till Valparaíso och Santiago Wanderers. 2001 hjälpte den defensive mittfältaren laget att vinna ligan och efter totalt 3 framgångsrika säsonger med klubben var det återigen dags att packa resväskorna. Den här gången bar det av till huvudstaden Santiago och till den chilenska mästarklubben Colo-Colo. Han har varit en vital del av Colo-Colo sedan han skrev på år 2005.
Sanhueza spelar en hård fotboll, vilket är en viktig egenskap hos en defensiv mittfältare, men det har också lett till en hel del gula och röda kort.
Inför säsongen 08/09 var det spekulationer om att chilenaren skulle flytta över havet och till den mexikanska ligan. Han skulle där spela för Necaxa, men han beslutade sig för att förlänga sitt kontrakt med Colo-Colo.

## Landslaget
Hittills har Sanhueza spelat 16 matcher för Chile (bl.a. mot Peru, Paraguay och Brasilien).
Efter Copa América 2007 erbjöds argentinaren Marcelo Bielsa tjänsten som chilensk förbundskapten. Detta innebar alltså att uruguayanen Nelson Acosta fick sparken från sin post. Sanhueza var med och deltog i en "Konditionsträning" tillsammans med ett X-antal andra spelare, under ledning av Marcelo Bielsa. Men sedan Copa América 2007 avslutats för Chiles del så har Sanhueza inte blivit uttagen till landslaget.